# Anfiladă

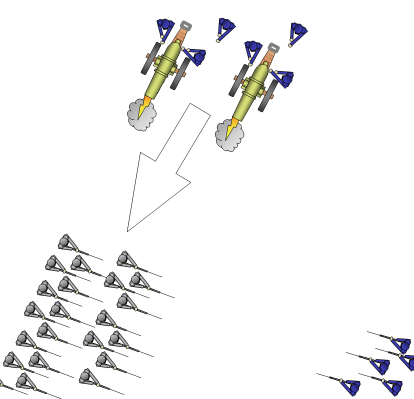
Schema unei trageri de anfiladă: tunurile din partea de sus trag din flanc asupra unei formații de infanterie

În domeniul tacticii militare anfilada descrie situația în care o formație sau o poziție este expusă focului inamic de-a lungul axei sale cele mai lungi.
Focul de anfiladă, de exemplu focul direct al tunurilor împotriva unei formații în anfiladă mai este cunoscut drept foc de flanc.

## Exemple

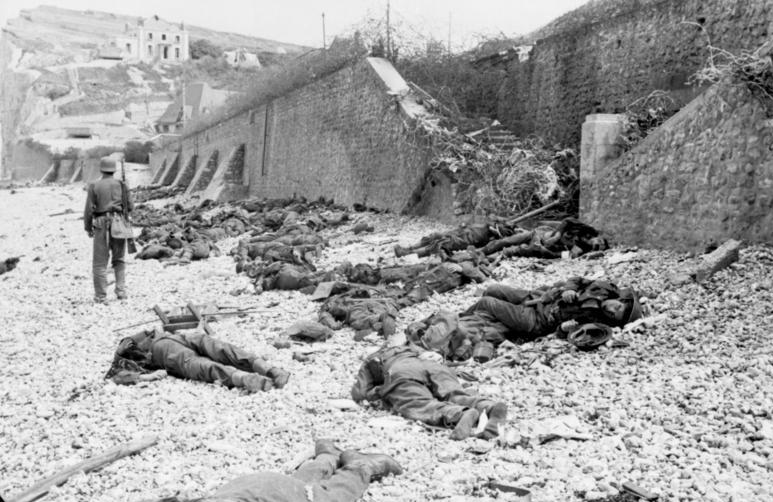
Efectul ucigător al focului de anfiladă în timpul
Raidului de la Dieppe din 1942: soldații canadieni, prinși pe plajă între apă și dig, au format ținta focului de anfiladă al mitralierei MG 34 din buncărul din fundal, vizibil deasupra capului soldatului german

Un șanț (sau o tranșee) este în anfiladă dacă oponentul poate executa foc de-a lungul lui. O coloană în marș este în anfiladă dacă este atacată cu foc din față sau din spate astfel încât proiectilele să bată în lungul ei. O linie de trăgători este în anfiladă dacă este atacată cu foc din flanc.
Conceptul de tragere de anfiladă a fost inventat de englezi folosind formații de arcași în Bătălia de la Dupplin Moor (en) în 1332, iar mai târziu acest tip de tragere cu arcul în anfiladă a fost utilizat cu efect devastator împotriva francezilor în Războiul de 100 de Ani.
Avantajul tirului de anfiladă este că direcționarea tirului în azimut (direcție) este mai precisă decât în elevație (înălțime, din care rezulta distanța). Proiectilele cu o traiectorie prea scurtă sau prea lungă pot lovi alte ținte decât cea avută în vedere, dar tot utile.
La proiectarea fortificațiilor se avea în vedere susținerea reciprocă a pozițiilor, care erau amplasate astfel încât era imposibil de atacat una fără a se expune focului de anfiladă al altora, cum ar fi bastioanele, sau, mai târziu, caponierele.